# Trentino (vino)
Trentino è una DOC riservata ad alcuni vini la cui produzione è consentita nella provincia autonoma di Trento.

## Zone di produzione

### Trentino
La zona di produzione comprende l'intero territorio dei seguenti comuni: Ala, Albiano, Aldeno, Arco, Avio, Besenello, Bleggio superiore, Borgo Valsugana, Brentonico, Calceranica al Lago, Caldonazzo, Calliano, Carzano, Castel Ivano, Castelnuovo, Cavedine, Cembra Lisignago, Cimone, Civezzano, Drena, Dro, Faedo, Fiavè, Garniga, Giovo, Isera, Ivano Fracena, Lavis, Ledro, Levico, Madruzzo, Mezzocorona, Mezzolombardo, Mori, Nago-Torbole, Nave S. Rocco, Nogaredo, Nomi, Novaledo, Ospedaletto, Pergine, Pomarolo, Riva del Garda, Roncegno, Roverè della Luna, Rovereto, S. Michele all’Adige, Scurelle, Segonzano, Spormaggiore, Sporminore, Stenico, Storo, Telve, Telve di sopra, Tenna, Tenno, Terragnolo, Ton, Trambileno, Trento, Valdaone, Vallarsa, Vallelaghi, Villa Lagarina, Volano, Zambana e parte dei comuni di Altavalle, Altopiano della Vigolana, Borgo Chiese, Comano Terme, Lona-Lases, San Lorenzo Dorsino.

### Trentino Vino Santo
La zona di produzione è limitata all'intero territorio dei comuni di Arco, Cavedine, Drena, Dro, Madruzzo, Nago-Torbole, Riva del Garda, Tenno, e parte del comune di Vallelaghi. La zona di produzione del Vino Santo con menzione Superiore è limitata a parte dei comuni di Cavedine, Madruzzo e Vallelaghi.

### Trentino Marzemino
La zona di produzione è limitata all'intero territorio dei comuni di Ala, Aldeno, Avio, Besenello, Calliano, Isera, Mori, Nogaredo, Nomi, Pomarolo, Rovereto, Villa Lagarina, Volano.

### Sottozone

#### Sorni
La sottozona è limitata a parte dei comuni di Lavis, Giovo e San Michele all'Adige.

#### Isera
La sottozona è limitata a parte dei comuni di Isera, Mori, Nogaredo e Villa Lagarina.

#### Ziresi
La sottozona è limitata a parte del comune di Volano.

#### Castel Beseno
La sottozona è limitata a parte dei comuni di Besenello e Calliano.

#### Valle di Cembra
La sottozona è limitata a parte dei comuni di Albiano, Altavalle, Cembra Lisignago, Giovo, Lona-Lases e Segonzano.

## Storia
I vinaccioli rinvenuti nell'insediamento palafitticolo di Ledro certificano che la coltivazione della vite in Trentino risale all'età del Bronzo antico (1800-1600 a.C.). Tra i numerosissimi ritrovamenti più recenti risalta la situla reto-etrusca del IV secolo a.C. scoperta a Cembra, cu cui è incisa un'iscrizione etrusca che esalta il consumo simposiale del vino.
Nel III secolo a.C. era già fiorente il commercio enologico, come risulta dalla stele funeraria rinvenuta a Passavia e dedicata al commerciante di vini trentino P. Tenatius Essimnus.
Intorno al 1.100 si iniziò a regolamentare la produzione: negli statuti di Trento vennero inserite norme protezioniste per ostacolare l'importazione.

Lo storico Michelangelo Mariani nel 1670 evidenziò l'importanza economica delle produzioni vinicole locali: 
La modernizzazione della viticoltura trentina iniziò nel 1874, con la costituzione dell’Istituto Agrario di S. Michele all'Adige.

## Tecniche di produzione
La menzione Superiore è prevista espressamente al titolo II del disciplinare; viene concessa per vini di maggiore qualità organolettica.
La menzione Riserva è prevista per vini con titolo alcolico maggiore dello 0,5%, invecchiati almeno un anno (bianchi) e due anni (rossi).
La menzione Vigna può essere utilizzata a condizione che il toponimo o nome tradizionale risulti nella documentazione burocratica.
La menzione Vendemmia tardiva è riservata a vini prodotti con uve appassite sul tralcio.
L'indicazione dell'anno di produzione è sempre obbligatoria.
I vini vanno immessi al consumo in bottiglie di forma bordolese, renana o borgognotta; il Moscato giallo e il Moscato rosa anche nella tradizionale Bocksbeutel.

## Disciplinare
La DOC Trentino è stata istituita con DPR 04.08.1971 pubblicato sulla Gazzetta Ufficiale n. 221 del 02.09.1971.
Successivamente è stato modificato con:
- DPR 07.07.1979, G.U. 324 del 28.11.1979
- DPR 12.02.1985, G.U. 225 del 24.09.1985
- DM 08.08.1996, G.U. 203 del 30.08.1996
- DM 16.03.2000, G.U. 79 del 04.04.2000
- DM 06.09.2002, G.U. 221 del 20.09.2002
- DM 05.10.2005, G.U. 238 del 12.10.2005
- DM 08.06.2010, G.U. 146 del 25.06.2010
- DM 30.11.2011, G.U. 295 del 20.12.2011
- DM 07.03.2014, Pubblicato sul sito ufficiale del Mipaaf
- La versione in vigore è stata approvata con Provvedimento Ministeriale 28/02/2018[1]

## Tipologie

### Trentino

#### Bianco
Sono previste le menzioni Riserva, Superiore e Superiore vendemmia tardiva.
|                                | DOC                                                                                                 | Superiore | Superiore vendemmia tardiva |
| uvaggio                        | Chardonnay e/o Pinot bianco minimo 80%; Sauvignon e/o Müller Thurgau e/o Manzoni bianco massimo 20% | Chardonnay, Kerner, Manzoni bianco, Pinot bianco, Pinot grigio, Riesling renano, Müller Thurgau, Sauvignon, Traminer aromatico, Nosiola, Moscato giallo, anche congiuntamente. | Chardonnay, Kerner, Manzoni bianco, Pinot bianco, Pinot grigio, Riesling renano, Müller Thurgau, Sauvignon, Traminer aromatico, Nosiola, Moscato giallo, anche congiuntamente. |
| titolo alcolometrico minimo    | 11,0% vol.                                                                                          | 12,5% vol. | 15,0% vol. di cui 11,0% svolti |
| acidità totale minima          | 4,5 g/l                                                                                             | 4,5 g/l | 5,0 g/l |
| estratto secco minimo          | 16 g/l                                                                                              | 20 g/l | 23 g/l |
| resa massima di uva per ettaro | 150 q.                                                                                              | 100 q. | 120 q. |
| resa massima di uva in vino    | 70%                                                                                                 | 70% | 50% |

#### Chardonnay
Sono previste le menzioni Riserva, Superiore e Superiore vendemmia tardiva.
|                                | DOC                   | Superiore   | Superiore vendemmia tardiva                  |
| uvaggio                        | Chardonnay minimo 85% | idem        | idem                                         |
| titolo alcolometrico minimo    | 11,00% vol.           | 12,50% vol. | 15,00% vol. di cui almeno 11,00% vol. svolti |
| acidità totale minima          | 4,5 g/l               | 4,5 g/l     | 5,0 g/l                                      |
| estratto secco minimo          | 16,0 g/l              | 19,0 g/l    | 23,0 g/l                                     |
| resa massima di uva per ettaro | 150 q.                | 100 q.      | 100 q.                                       |
| resa massima di uva in vino    | 70%                   | 70%         | 50%                                          |

#### Kerner
Sono previste le menzioni Riserva, Superiore e Superiore vendemmia tardiva.
|                                | DOC               | Superiore   | Vendemmia tardiva                            |
| uvaggio                        | Kerner minimo 85% | idem        | idem                                         |
| titolo alcolometrico minimo    | 11,00% vol.       | 12,50% vol. | 15,00% vol. di cui almeno 11,00% vol. svolti |
| acidità totale minima          | 4,5 g/l           | 4,5 g/l     | 5,0 g/l                                      |
| estratto secco minimo          | 17,0 g/l          | 19,0 g/l    | 23,0 g/l                                     |
| resa massima di uva per ettaro | 140 q.            | 100 q.      | 100 q.                                       |
| resa massima di uva in vino    | 70%               | 70%         | 50%                                          |

#### Manzoni bianco
Sono previste le menzioni Riserva, Superiore e Superiore vendemmia tardiva.
|                                | DOC                       | Superiore   | Vendemmia tardiva                            |
| uvaggio                        | Manzoni bianco minimo 85% | idem        | idem                                         |
| titolo alcolometrico minimo    | 11,00% vol.               | 12,50% vol. | 15,00% vol. di cui almeno 11,00% vol. svolti |
| acidità totale minima          | 4,5 g/l                   | 4,5 g/l     | 5,0 g/l                                      |
| estratto secco minimo          | 17,0 g/l                  | 19,0 g/l    | 23,0 g/l                                     |
| resa massima di uva per ettaro | 150 q.                    | 100 q.      | 100 q.                                       |
| resa massima di uva in vino    | 70%                       | 70%         | 50%                                          |

#### Moscato giallo
Sono previste le menzioni Superiore, Superiore vendemmia tardiva e Liquoroso.
|                                | DOC                       | Superiore   | Vendemmia tardiva                            | Liquoroso      |
| uvaggio                        | Moscato giallo minimo 85% | idem        | idem                                         | idem           |
| titolo alcolometrico minimo    | 11,00% vol.               | 12,00% vol. | 15,00% vol. di cui almeno 11,00% vol. svolti | 15,00% vol.    |
| acidità totale minima          | 4,5 g/l                   | 4,5 g/l     | 5,0 g/l                                      | 4,5 g/l        |
| estratto secco minimo          | 17,0 g/l                  | 19,0 g/l    | 23,0 g/l                                     | 17,0 g/l       |
| resa massima di uva per ettaro | 120 q.                    | 100 q.      | 100 q.                                       | non dichiarata |
| resa massima di uva in vino    | 70%                       | 70%         | 50%                                          | non dichiarata |

#### Müller Thurgau
Sono previste le menzioni Superiore e Superiore vendemmia tardiva.
|                             | DOC                       | Superiore   | Superiore vendemmia tardiva                  |
| uvaggio                     | Müller Thurgau minimo 85% | idem        | idem                                         |
| titolo alcolometrico minimo | 11,00% vol.               | 12,00% vol. | 15,00% vol. di cui almeno 11,00% vol. svolti |
| acidità totale minima       | 4,5 g/l                   | 4,5 g/l     | 5,0 g/l                                      |
| estratto secco minimo       | 16,0 g/l                  | 18,0 g/l    | 23,0 g/l                                     |
| 140 q.                      | 120 q.                    | 120 q.      | 120 q.                                       |
| resa massima di uva in vino | 70%                       | 70%         | 50%                                          |

#### Nosiola
Sono previste le menzioni Superiore e Superiore vendemmia tardiva.
|                                | DOC                | Superiore   | Vendemmia tardiva                            |
| uvaggio                        | Nosiola minimo 85% | idem        | idem                                         |
| titolo alcolometrico minimo    | 10,50% vol.        | 12,00% vol. | 15,00% vol. di cui almeno 11,00% vol. svolti |
| acidità totale minima          | 4,5 g/l            | 4,5 g/l     | 5,0 g/l                                      |
| estratto secco minimo          | 16,0 g/l           | 19,0 g/l    | 23,0 g/l                                     |
| resa massima di uva per ettaro | 140 q.             | 120 q.      | 120 q.                                       |
| resa massima di uva in vino    | 70%                | 70%         | 50%                                          |

#### Pinot bianco
Sono previste le menzioni Riserva, Superiore e Superiore vendemmia tardiva.
|                                | DOC                     | Superiore   | Vendemmia tardiva                            |
| uvaggio                        | Pinot bianco minimo 85% | idem        | idem                                         |
| titolo alcolometrico minimo    | 11,00% vol.             | 12,50% vol. | 15,00% vol. di cui almeno 11,00% vol. svolti |
| acidità totale minima          | 4,5 g/l                 | 4,5 g/l     | 5,0 g/l                                      |
| estratto secco minimo          | 16,0 g/l                | 19,0 g/l    | 23,0 g/l                                     |
| resa massima di uva per ettaro | 150 q.                  | 100 q.      | 100 q.                                       |
| resa massima di uva in vino    | 70%                     | 70%         | 50%                                          |

#### Pinot grigio
Sono previste le menzioni Riserva, Superiore e Superiore vendemmia tardiva.
|                                | DOC                     | Superiore   | Vendemmia tardiva                            |
| uvaggio                        | Pinot grigio minimo 85% | idem        | idem                                         |
| titolo alcolometrico minimo    | 11,00% vol.             | 12,50% vol. | 15,00% vol. di cui almeno 11,00% vol. svolti |
| acidità totale minima          | 4,0 g/l                 | 4,5 g/l     | 5,0 g/l                                      |
| estratto secco minimo          | 16,0 g/l                | .19,0 g/l   | 23,0 g/l                                     |
| resa massima di uva per ettaro | 150 q.                  | 100 q.      | 100 q.                                       |
| resa massima di uva in vino    | 70%                     | 70%         | 50%                                          |

#### Riesling italico
| uvaggio                        | Riesling italico minimo 85% |
| titolo alcolometrico minimo    | 10,50% vol.                 |
| acidità totale minima          | 4,5 g/l                     |
| estratto secco minimo          | 16,0 g/l                    |
| resa massima di uva per ettaro | 150 q.                      |
| resa massima di uva in vino    | 70%                         |

#### Riesling renano
Sono previste le menzioni Riserva, Superiore e Superiore vendemmia tardiva.
|                                | DOC                        | Superiore   | Vendemmia tardiva                            |
| uvaggio                        | Riesling renano minimo 85% | idem        | idem                                         |
| titolo alcolometrico minimo    | 11,00% vol.                | 12,00% vol. | 15,00% vol. di cui almeno 11,00% vol. svolti |
| acidità totale minima          | 4,5 g/l                    | 4,5 g/l     | 5,0 g/l                                      |
| estratto secco minimo          | 17,0 g/l                   | 19,0 g/l    | 23,0 g/l                                     |
| resa massima di uva per ettaro | 140 q.                     | 100 q.      | 100 q.                                       |
| resa massima di uva in vino    | 70%                        | 70%         | 50%                                          |

#### Sauvignon
Sono previste le menzioni Riserva, Superiore e Superiore vendemmia tardiva.
|                                | DOC                  | Superiore   | Superiore vendemmia tardiva                  |
| uvaggio                        | Sauvignon minimo 85% | idem        | idem                                         |
| titolo alcolometrico minimo    | 11,0% vol.           | 12,50% vol. | 15,00% vol. di cui almeno 11,00% vol. svolti |
| acidità totale minima          | 4,5 g/l              | 4,5 g/l     | 5,0 g/l                                      |
| estratto secco minimo          | 17,0 g/l             | 19,0 g/l    | 23,0 g/l                                     |
| resa massima di uva per ettaro | 140 q.               | 100 q.      | 100 q.                                       |
| resa massima di uva in vino    | 70%                  | 70%         | 50%                                          |

#### Traminer aromatico
Sono previste le menzioni Superiore e Superiore vendemmia tardiva.
|                                | DOC                           | Superiore   | Superiore vendemmia tardiva                  |
| uvaggio                        | Traminer aromatico minimo 85% | idem        | idem                                         |
| titolo alcolometrico minimo    | 11,50% vol.                   | 12,50% vol. | 15,00% vol. di cui almeno 11,00% vol. svolti |
| acidità totale minima          | 4,0 g/l                       | 4,0 g/l     | 5,0 g/l                                      |
| estratto secco minimo          | 17,0 g/l                      | 19,0 g/l    | 23,0 g/l                                     |
| resa massima di uva per ettaro | 140 q.                        | 100 q.      | 100 q.                                       |
| resa massima di uva in vino    | 70%                           | 70%         | 50%                                          |

#### Rosso
Sono previste le menzioni Riserva, Superiore e Superiore vendemmia tardiva.
|                                | DOC                                                            | Superiore | Superiore vendemmia tardiva                  |
| uvaggio                        | Cabernet franc e/o Cabernet Sauvignon e/o Carmenère e/o Merlot | Cabernet franc e/o Cabernet Sauvignon e/o Carmenère e/o Merlot per almeno l’85%; Lagrein e Rebo anche congiuntamente massimo 15% | Moscato rosa minimo 85%                      |
| titolo alcolometrico minimo    | 11,50% vol.                                                    | 12,50% vol. | 15,00% vol. di cui almeno 11,00% vol. svolti |
| acidità totale minima          | 4,0 g/l                                                        | 4,5 g/l | 5,0 g/l                                      |
| estratto secco minimo          | 22,0 g/l                                                       | 25,0 g/l | 23,0 g/l                                     |
| resa massima di uva per ettaro | 140 q.                                                         | 90 q. | 60 q.                                        |
| resa massima di uva in vino    | 70%                                                            | 70% | 50%                                          |

#### Kretzer
| uvaggio                        | Almeno due vitigni tra Enantio, Schiava, Teroldego e Lagrein, ognuno massimo 70%. |
| titolo alcolometrico minimo    | 11,00% vol.                                                                       |
| acidità totale minima          | 4,0 g/l.                                                                          |
| estratto secco minimo          | 17,0 g/l                                                                          |
| resa massima di uva per ettaro | 150 q.                                                                            |
| resa massima di uva in vino    | 70%                                                                               |

#### Moscato rosa
Autorizzata anche la definizione Moscato delle rose.
Sono previste le menzioni Superiore, Superiore vendemmia tardiva e Liquoroso.
|                                | DOC                     | Superiore                                    | Superiore vendemmia tardiva                  | Liquoroso      |
| uvaggio                        | Moscato rosa minimo 85% | idem                                         | idem                                         | idem           |
| titolo alcolometrico minimo    | 15,00% vol.             | 15,00% vol. di cui almeno 11,00% vol. svolti | 15,00% vol. di cui almeno 11,00% vol. svolti | 15,00% vol.    |
| acidità totale minima          | 5,0 g/l                 | 5,0 g/l                                      | 5,0 g/l                                      | 5,0 g/l        |
| estratto secco minimo          | 23,0 g/l                | 23,0 g/l                                     | 23,0 g/l                                     | 23,0 g/l       |
| resa massima di uva per ettaro | 80 q.                   | 60 q.                                        | 60 q.                                        | non dichiarato |
| resa massima di uva in vino    | 60%                     | 60%                                          | 50%                                          | non dichiarato |

#### Cabernet
Sono previste le menzioni Riserva e Superiore.
|                                | DOC                                                                 | Superiore   |
| uvaggio                        | Cabernet franc, Cabernet Sauvignon, Carmenère anche congiuntamente. | idem        |
| titolo alcolometrico minimo    | 11,00% vol.                                                         | 12,50% vol. |
| acidità totale minima          | 4,0 g/l                                                             | 4,50 g/l    |
| estratto secco minimo          | 22,0 g/l                                                            | 25,0 g/l    |
| resa massima di uva per ettaro | 130 q.                                                              | 90 q.       |
| resa massima di uva in vino    | 70%                                                                 | 70%         |

#### Cabernet franc
Sono previste le menzioni Riserva e Superiore.
|                                | DOC                       | Superiore   |
| uvaggio                        | Cabernet franc minimo 85% | idem        |
| titolo alcolometrico minimo    | 11,00% vol.               | 12,50% vol. |
| acidità totale minima          | 4,0 g/l                   | 4,5 g/l     |
| estratto secco minimo          | 22,0 g/l                  | 25,0 g/l    |
| resa massima di uva per ettaro | 130 q.                    | 90 q.       |
| resa massima di uva in vino    | 70%                       | 70%         |

#### Cabernet Sauvignon
Sono previste le menzioni Riserva e Superiore.
|                                | DOC                           | Superiore   |
| uvaggio                        | Cabernet Sauvignon minimo 85% | idem        |
| titolo alcolometrico minimo    | 11% vol.                      | 12,50% vol. |
| acidità totale minima          | 4,0 g/l                       | 4,5 g/l     |
| estratto secco minimo          | 22,0 g/l                      | 25,0 g/l    |
| resa massima di uva per ettaro | 130 q.                        | 90 q.       |
| resa massima di uva in vino    | 70%                           | 70%         |

#### Lagrein
È consentito etichettarlo con le indicazioni Rubino (o Dunkel) e Rosato (o Kretzer)
Sono previste le menzioni Riserva e Superiore.
|                                | DOC                              | Superiore   |
| uvaggio                        | Lagrein minimo 85%               | idem        |
| titolo alcolometrico minimo    | 11,00% vol.                      | 12,50% vol. |
| acidità totale minima          | 4,0 g/l                          | 4,5 g/l     |
| estratto secco minimo          | 20,0 g/l rubino, 19,0 g/l rosato | 25,0 g/l    |
| resa massima di uva per ettaro | 140 q.                           | 90 q.       |
| resa massima di uva in vino    | 70%                              | 70%         |

#### Marzemino
Sono previste le menzioni Riserva e Superiore.
|                                | DOC                  | Superiore   |
| uvaggio                        | Marzemino minimo 85% | idem        |
| titolo alcolometrico minimo    | 11,00% vol.          | 12,50% vol. |
| acidità totale minima          | 4,0 g/l              | 4,5 g/l     |
| estratto secco minimo          | 20,0 g/l             | 24,0 g/l    |
| resa massima di uva per ettaro | 130 q.               | 100 q.      |
| resa massima di uva in vino    | 70%                  | 70%         |

#### Merlot
Sono previste le menzioni Riserva e Superiore.
|                                | DOC               | Superiore   |
| uvaggio                        | Merlot minimo 85% | idem        |
| titolo alcolometrico minimo    | 11,00% vol.       | 12,50% vol. |
| acidità totale minima          | 4,0 g/l           | 4,5 g/l     |
| estratto secco minimo          | 22,0 g/l          | 25,0 g/l    |
| resa massima di uva per ettaro | 150 q.            | 90 q.       |
| resa massima di uva in vino    | 70%               | 70%         |

#### Pinot nero
Sono previste le menzioni Riserva e Superiore.
|                                | DOC                   | Superiore   |
| uvaggio                        | Pinot nero minimo 85% | idem        |
| titolo alcolometrico minimo    | 11,50% vol.           | 12,50% vol. |
| acidità totale minima          | 4,0 g/l               | 4,5 g/l     |
| estratto secco minimo          | 21,0 g/l              | 22,0 g/l    |
| resa massima di uva per ettaro | 120 q.                | 80 q.       |
| resa massima di uva in vino    | 70%                   | 70%         |

#### Rebo
Sono previste le menzioni Riserva e Superiore.
|                                | DOC             | Superiore   |
| uvaggio                        | Rebo minimo 85% | idem        |
| titolo alcolometrico minimo    | 11,00% vol.     | 12,50% vol. |
| acidità totale minima          | 4,0 g/l         | 4,5 g/l     |
| estratto secco minimo          | 20,0 g/l        | 25,0 g/l    |
| resa massima di uva per ettaro | 140 q.          | 90 q.       |
| resa massima di uva in vino    | 70%             | 70%         |

#### Schiava gentile
È prevista la menzione Superiore.
|                                | DOC                        | Superiore   |
| uvaggio                        | Schiava gentile minimo 85% | idem        |
| titolo alcolometrico minimo    | 11,00% vol.                | 11,50% vol. |
| acidità totale minima          | 4,0 g/l                    | 4,0 g/l     |
| estratto secco minimo          | 17,0 g/l                   | 17,0 g/l    |
| resa massima di uva per ettaro | 150 q.                     | 120 q.      |
| resa massima di uva in vino    | 70%                        | 70%         |

#### Schiava
È prevista la menzione Superiore.
|                                | DOC                                                     | Superiore   |
| uvaggio                        | Schiava (gentile, grigia, grossa) anche congiuntamente. | idem        |
| titolo alcolometrico minimo    | 11,00% vol.                                             | 11,50% vol. |
| acidità totale minima          | 4,0 g/l                                                 | 4,0 g/l     |
| estratto secco minimo          | 17,0 g/l                                                | 17,0 g/l    |
| resa massima di uva per ettaro | 150 q.                                                  | 120 q.      |
| resa massima di uva in vino    | 70%                                                     | 70%         |

#### Vino Santo
È prevista la menzione Superiore.
|                                | DOC                                          | Superiore                                   |
| uvaggio                        | Nosiola per almeno l'85%                     | idem                                        |
| titolo alcolometrico minimo    | 16,00% vol. di cui almeno 10,00% vol. svolti | 18,00% vol di cui almeno 11,00% vol. svolti |
| acidità totale minima          | 6,0 g/l                                      | 6,0 g/l                                     |
| estratto secco minimo          | 22,5 g/l                                     | 26,0 g/l                                    |
| resa massima di uva per ettaro | 140 q.                                       | 120 q.                                      |
| resa massima di uva in vino    | 30%                                          | 30%                                         |

#### Bianco da due vitigni
| uvaggio                        | interamente da due vitigni tra Chardonnay, Pinot bianco, Pinot grigio, Sauvignon. |
| titolo alcolometrico minimo    | 11,00% vol.                                                                       |
| acidità totale minima          | 4,5 g/l                                                                           |
| estratto secco minimo          | 17,0 g/l                                                                          |
| resa massima di uva per ettaro | q.                                                                                |
| resa massima di uva in vino    | 70%                                                                               |

#### Rosso da due vitigni
| uvaggio                        | interamente da due vitigni tra Cabernet, Cabernet franc, Cabernet Sauvignon, Merlot e Lagrein. |
| titolo alcolometrico minimo    | 11,00% vol.                                                                                    |
| acidità totale minima          | 4,0 g/l                                                                                        |
| estratto secco minimo          | 22,0 g/l                                                                                       |
| resa massima di uva per ettaro | q.                                                                                             |
| resa massima di uva in vino    | 70%                                                                                            |

## Sottozona Sorni

### Bianco
| uvaggio                        | Nosiola, Müller Thurgau, Sylvaner verde, Pinot bianco, Pinot grigio e Chardonnay, anche congiuntamente |
| titolo alcolometrico minimo    | 11,00% vol.                                                                                            |
| acidità totale minima          | 4,5 g/l.                                                                                               |
| estratto secco minimo          | 17,0 g/l                                                                                               |
| resa massima di uva per ettaro | 140 q.                                                                                                 |
| resa massima di uva in vino    | 70% |

### Rosso
| uvaggio                        | Teroldego, Schiava e Lagrein, anche congiuntamente. |
| titolo alcolometrico minimo    | 11,00% vol.                                         |
| acidità totale minima          | 4,0 g/l                                             |
| estratto secco minimo          | 20,0 g/l                                            |
| resa massima di uva per ettaro | 140 q.                                              |
| resa massima di uva in vino    | 70%                                                 |

## Sottozona Isera
Definizioni autorizzate: Isera o d'Isera.

### Superiore Marzemino
| uvaggio                        | Marzemino gentile |
| titolo alcolometrico minimo    | 12,50% vol.       |
| acidità totale minima          | 4,5 g/l           |
| estratto secco minimo          | 24,0 g/l          |
| resa massima di uva per ettaro | 90 q.             |
| resa massima di uva in vino    | 70%               |

## Sottozona Ziresi
Definizioni autorizzate: Ziresi o dei Ziresi.

### Superiore Marzemino
| uvaggio                        | Marzemino gentile |
| titolo alcolometrico minimo    | 12,50% vol.       |
| acidità totale minima          | 4,5 g/l           |
| estratto secco minimo          | 24,0 g/l          |
| resa massima di uva per ettaro | 90 q.             |
| resa massima di uva in vino    | 70%               |

## Sottozona Castel Beseno
Definizioni autorizzate: Castel Beseno o Beseno.
|                                | Superiore                 | Superiore vendemmia tardiva      | Superiore passito                |
| uvaggio                        | Moscato giallo minimo 85% | idem                             | idem                             |
| titolo alcolometrico minimo    | 12,00% vol.               | 15,00% vol. di cui 11,00% svolti | 15,00% vol. di cui 11,00% svolti |
| acidità totale minima          | 4,5 g/l                   | 5,0 g/l                          | 5,0 g/l                          |
| estratto secco minimo          | 19,0 g/l                  | 23,0 g/l                         | 23,0 g/l.                        |
| resa massima di uva per ettaro | 90 q.                     | 90 q.                            | 90 q.                            |
| resa massima di uva in vino    | 70%                       | 70%                              | 70%                              |

## Sottozona Valle di Cembra
Definizioni autorizzate: Valle di Cembra o Cembra.

### Superiore Müller Thurgau
| uvaggio                        | Müller Thurgau minimo 85% |
| titolo alcolometrico minimo    | 12,00% vol.               |
| acidità totale minima          | 5,0 g/l                   |
| estratto secco minimo          | 18,0 g/l                  |
| resa massima di uva per ettaro | 120 q.                    |
| resa massima di uva in vino    | 70%                       |

### Superiore Pinot nero
| uvaggio                        | Pinot nero minimo 85% |
| titolo alcolometrico minimo    | 12,50% vol.           |
| acidità totale minima          | 4,5 g/l               |
| estratto secco minimo          | 22,0 g/l              |
| resa massima di uva per ettaro | 70 q.                 |
| resa massima di uva in vino    | 70%                   |

### Superiore Riesling renano
| uvaggio                        | Riesling renano minimo 85% |
| titolo alcolometrico minimo    | 12,00% vol.                |
| acidità totale minima          | 4,5 g/l                    |
| estratto secco minimo          | 19,0 g/l                   |
| resa massima di uva per ettaro | 80 q.                      |
| resa massima di uva in vino    | 70%                        |

### Superiore Schiava gentile
| uvaggio                        | Schiava gentile minimo 85% |
| titolo alcolometrico minimo    | 11,50% vol.                |
| acidità totale minima          | 4,0 g/l                    |
| estratto secco minimo          | 17,0 g/l                   |
| resa massima di uva per ettaro | 120 q.                     |
| resa massima di uva in vino    | 70%                        |

### Superiore Schiava
| uvaggio                        | Gruppo Schiava (gentile, grossa, grigia) minimo 85% |
| titolo alcolometrico minimo    | 11,50% vol.                                         |
| acidità totale minima          | 4,0 g/l                                             |
| estratto secco minimo          | 17,0 g/l                                            |
| resa massima di uva per ettaro | 120 q.                                              |
| resa massima di uva in vino    | 70%                                                 |